# Andries Gryffroy
Andries Gryffroy (Roeselare, 12 maart 1963) is een Belgisch Vlaams-nationalistisch politicus voor de N-VA.

## Levensloop
Andries Gryffroy studeerde in 1989 af als industrieel ingenieur en marketing aan Groep T in Leuven. Daarna werkte hij vijf jaar voor een consultancybureau in de energiesector. In 1994 begon Gryffroy samen met een vennoot met zijn eigen energiestudiebureau, Erbeko, dat hij tot 2014 leidde. Hij werd plaatselijk Unizo-voorzitter van de regio Land van Rhode en was van 2009 tot 2012 actief als raadgever energie op het kabinet van viceminister-president Geert Bourgeois (N-VA). Bij de oprichting van het Vlaams Energiebedrijf begin 2012 werd hij benoemd als voorzitter van de raad van bestuur, wat hij bleef tot in 2015. Sinds 2014 is hij zelfstandig consultant voor projecten rond energie-efficiëntie.
In oktober 2012 werd hij verkozen tot provincieraadslid van Oost-Vlaanderen, wat hij bleef tot in 2014. Hij was in de provincieraad voorzitter van de N-VA-fractie.
Van 2008 tot 2011 was Gryffroy tevens penningmeester en van 2011 tot 2014 algemeen secretaris van zijn partij.
Bij de verkiezingen van 25 mei 2014 werd Gryffroy voor de kieskring Oost-Vlaanderen verkozen tot Vlaams Parlementslid. Bij de Vlaamse verkiezingen van 26 mei 2019, alsook die van 9 juni 2024 werd hij herkozen als Vlaams Parlementslid. In het Vlaams Parlement ging hij zich vooral toeleggen op de dossiers rond energie. In de legislatuur 2019-2024 was hij er tweede ondervoorzitter en commissiecoördinator in de commissie Economie, Werk en Innovatie, alsook ondervoorzitter van de fractie.
Sinds oktober 2014 zetelt hij ook als deelstaatsenator in de Senaat. In de Senaat was hij van januari tot mei 2019 bureaulid en is hij sinds 2019 eerste ondervoorzitter. Tevens werd hij van 2015 tot 2019 plaatsvervangend lid van de Parlementaire Vergadering van de Raad van Europa. Van september 2019 tot november 2020 was hij vast lid van de Parlementaire Vergadering van de Raad van Europa en sinds januari 2020 zetelt hij ook in het Europees Comité van de Regio's, waar hij sinds september 2019 Belgisch delegatieleider is in de commissie Milieu, Klimaatverandering en Energie (ENVE).
Gryffroy was van 2015 tot 2019 bestuurder van Infrax en van 2016 tot 2019 bij Fluvius. Hij is eveneens sinds 2015 bestuurder en sinds 2023 voorzitter van Fluxys. Hij is tevens sinds 2020 voorzitter van Publigas. Daarnaast is hij sinds 2013 lid van het strategisch comité van FARYS en was bestuurder van het Vormingscentrum Lodewijk Dosfel, de Vereniging van Vlaamse Mandatarissen, UNIZO Gent-Meetjesland, Intermixt, de Vlaams Pers- Radio- en Televisie-Instituut en de Belgian Vietnamese Alliance en lid van het raadgevend comité van Ethias.
Bij de gemeenteraadsverkiezingen van oktober 2024 werd Gryffroy als lijsttrekker voor zijn partij verkozen in de gemeenteraad van de toekomstige fusiegemeente Merelbeke-Melle, die op 1 januari 2025 officieel ontstond. Hij werd voorzitter van de N-VA-fractie in de gemeenteraad.